# Štípací klín

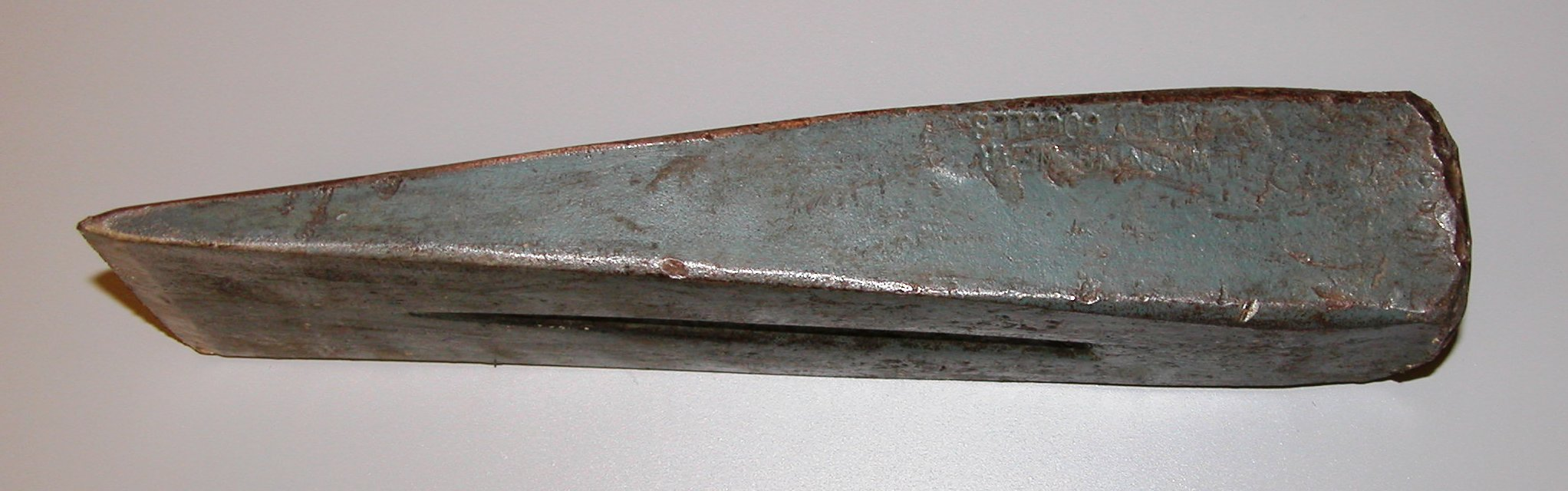
Štípací klín

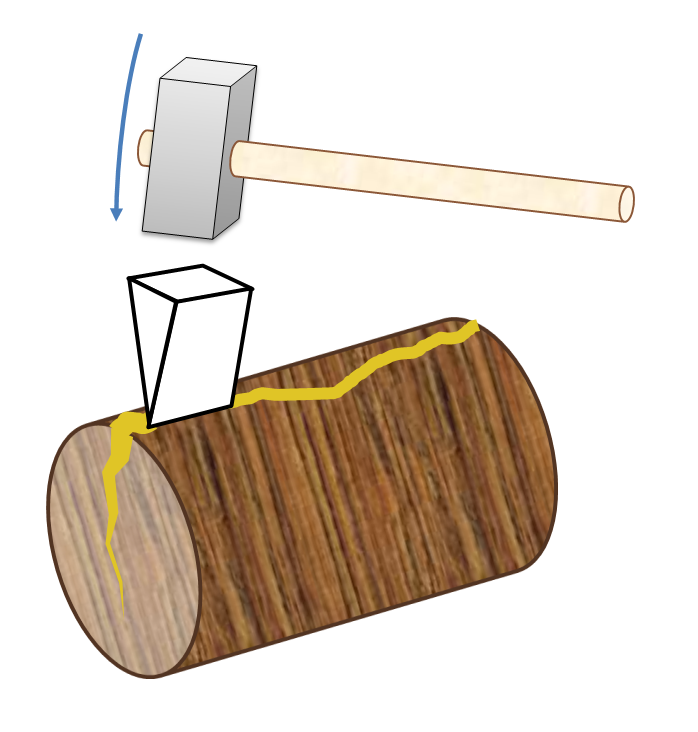
Princip štípacího klínu a šíření trhliny v dřevě. Síla, kterou je působeno palicí na horní stranu klínu, je rozdělena na boční strany klínu.

Štípací klín je jedna z aplikací klínu a používá se pro štípání dřeva, typicky dále používaného pro palivové účely. 
Štípací klín je většinou vyroben ze železa a používá se společně s velkou dvouruční palicí, nebo se do něj může udeřit tupou stranou kalače.
Štípací klín se používá k podélnému rozdělení velkého polena či spíše klády, typicky metr a více dlouhého, o průměru od 25 do 60 cm.
Obvykle se používají štípací klíny dva, první se použije na naštípnutí polena poblíž jednoho konce a po rozšíření praskliny se do ní vkládá druhý, kterým se zpravidla již podaří poleno rozštípnout.
Klíny se běžně vyrábí v různých tvarech (progresivní, s vroubky, spirálový) a hmotnostech, většinou od 1000 do 3000 gramů. Moderní klíny mohou mít spirálový tvar, i odolný, například polyamidový nástavec s kovovým prstencem. To snižuje nebezpečí zranění odlétajícími střepinami oceli a také redukuje nebezpečí vzniku poškození z opakovaných rázů.

## Související články

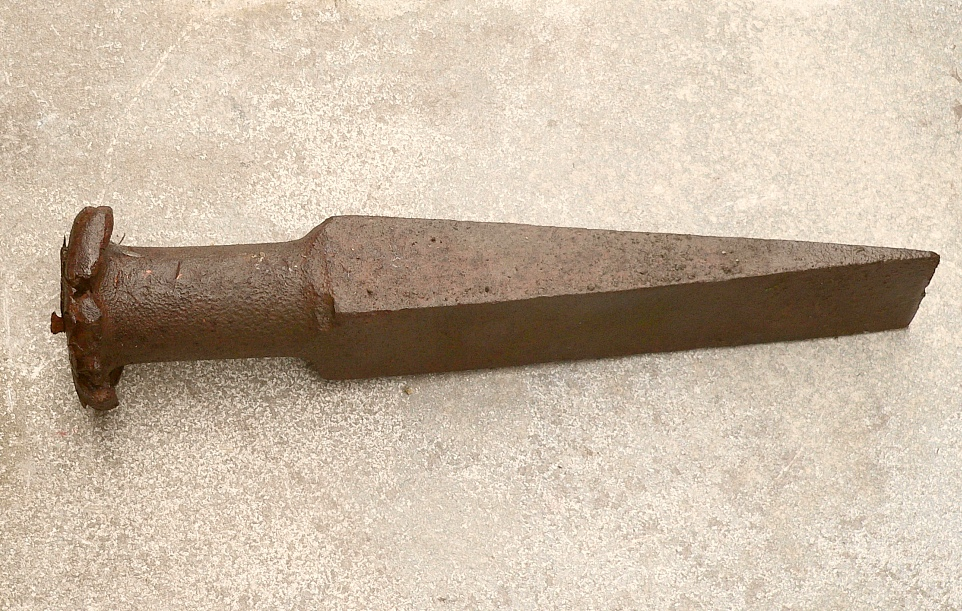
Velký klín s válcovou stopkou vhodný na štípání pařezů